# Crimewatch
Crimewatch (anteriormente Crimewatch UK) é um programa de televisão britânico produzido pela BBC entre 1984 e 2017 e exibido semanalmente na BBC One. Cada emissão centrava-se em reconstruções de crimes por resolver, apelando à colaboração do público para a recolha de informações relevantes para a sua resolução. Tendo como base os programas Police Five e Aktenzeichen XY … ungelöst, era originalmente exibido uma vez por mês, passando depois para uma frequência bimestral e semanal.
As reconstruções incluíam contribuições de detetives, testemunhas, vítimas e familiares ou amigos relacionados com cada caso e eram intercaladas pela divulgação de retratos de suspeitos procurados pela polícia, bem como de vídeos provenientes de CFTV com suspeitos capturados em flagrante e passíveis de serem identificados por membros do público. Outros segmentos do programa consistiam em atualizações de casos já relatados e em reportagens debruçando-se no papel da ciência forense e dos avanços científicos para o desfecho de casos já resolvidos. O público era convidado a participar através de mensagens de texto, das redes sociais, do site do programa ou através do telefone, sendo que estas eram atendidas por agentes da polícia.